# Videogame Rating Council
Videogame Rating Council（ビデオゲームレーティング評議会、VRC）は、セガのアメリカ部門（SEGA of America）が設けたコンピュータゲームのレイティング制度である。
この制度は、米国とカナダで発売するゲーム機（SEGA Genesis、Game Gear、Sega CDとPico）を対象としたソフトに適用され、1994年まで運用された。その後、アメリカの業界全体がエンターテインメントソフトウェアレイティング委員会（ESRB）を標準として採用した。
日本では、サードパーティの一つであるアクレイムジャパンがこのレーティングを採用したゲームをいくつか導入したが、国内のセガでは正式に採用されなかった。

## レイティング表示
| レイティング区分 | レイティング区分                                        | 解説 |
| ---------------- | ------------------------------------------------------- | --- |
| N/A              | Not Yet Rated （NYR）                                   | ゲームがまだVRCのレーティングヲ受けていないことを示すもので、主に広告に表示される。 |
|                  | General Audiences: Appropriate for all audiences （GA） | 全年齢対象。写実的な暴力、冒涜、性的ほのめかし、薬物や酒の使用は認められていない。例:Best of the Best: Championship Karate（MD）、Jurassic Park（GG）、Robo Aleste（SCD）、A Year at Pooh Corner（Pico） |
|                  | Mature Audiences: Parental Discretion Advised （MA-13） | 13歳以上対象。保護者の裁量が望ましい。生々しい暴力や流血表現が含まれる。例:Splatterhouse 3（MD）、Streets of Rage 2（GG）、Double Switch（SCD）                                                          |
|                  | Adults Only: Not appropriate for minors （MA-17）       | 17歳以上のみ対象。多くの生々しい暴力、血、性的テーマ、麻薬、酒、冒涜的な表現が登場する可能性があります。例:Lethal Enforcers（MD）、Mortal Kombat II（GG）、Rise of the Dragon（SCD）                     |

詳細を知るには、ある人が直接セガに電話して情報を得る必要がありました。

## 北米以外

### ブラジル
ブラジルでは、セガの代理店であるTectoyがVRCに基づいたレーティングを作った。さらに、このレーティングは、国内で発売されたSEGA Master Systemソフトのカバーにも表示されます。
| レイティング区分         | 解説                                   |
| ------------------------ | -------------------------------------- |
| Todas as Idades （T.I.） | 全年齢対象。                           |
| 13 anos （13）           | 13歳以上対象。保護者の裁量が望ましい。 |
| 17 anos （17）           | 17歳以上のみ対象。                     |

ESRBを支持してVRCが廃止された後、Tectoyも通常と同じガイドラインに従ってレーティング標準を変更しました。任天堂の同国代表であるPlaytronic（後のGradiente）もESRBを模倣した。どちらの亜種も廃止され、ClassIndが採用された。

### 日本
日本で発売された作品において、このレーティングが適用されたのは、『モータルコンバット 神拳降臨伝説』（メガドライブ、MA-13）、『モータルコンバット 完全版』（メガCD、MA-17）、『モータルコンバットII 究極神拳』（メガドライブとゲームギア版、MA-17）の3作品であり、いずれもアクレイムジャパンから発売されている。パッケージには「MA-13」と「MA-17」とレーティングされ「このゲームストーリーはフィクションです。」という但し書きが付けられた。
1994年後半、アクレイムジャパンは自社作品をセガの自主レーティングで分類することを選択した。このうち『モータルコンバットII』のスーパー32X版は「年齢制限（推奨年齢18才以上）」として販売され、セガサターン版は「X指定（18才以上）」として販売された。
なお、セガは1994年11月以降に発売された作品に自主レーティングを適用している。メガドライブからドリームキャストまでのセガハードに加え、セガがWindows向けに発売した作品も適用対象である。のちにこのレーティングはCEROにとってかわられた。